# Isidoro de Sevilha
Isidoro de Sevilha (em latim: Isidorus Hispalensis; c. 560, Cartagena – 4 de abril de 636, Sevilha) serviu como arcebispo de Sevilha por mais de três décadas e é considerado, nas palavras do historiador do século XIX Montalembert numa frase muito citada, "o último acadêmico do mundo antigo".
Na época da desintegração da cultura clássica, marcada por violência aristocrática e analfabetismo, Isidoro se envolveu na conversão da casa real visigótica, ariana, ao catolicismo, ajudando seu irmão Leandro de Sevilha, e continuando seu trabalho depois de sua morte. Ele era muito influente no círculo mais íntimo de Sisebuto, o rei da Hispânia visigótica e, com Leandro, destacou-se nos concílios de Toledo e Sevilha.
Sua fama depois de morto baseou-se em sua "Etymologiae", uma enciclopédia que juntou fragmentos de muitos livros antigos que, não fosse por isso, teriam sido completamente perdidos.

## Biografia

### Infância e educação
Isidoro nasceu provavelmente em Cartagena, na Hispânia, filho de Severiano e Teodora. Seu pai pertencia a uma família hispano-romana de alto status enquanto que sua mãe era de origem visigótica e, aparentemente, uma parente distante da realeza de seu povo. Seus pais eram membros de uma influente família que foi instrumental para as difíceis manobras político-religiosas que acabaram convertendo o rei visigodo do arianismo ao catolicismo. A Igreja Católica celebra Isidoro e todos os seus irmãos como santos:
- Um irmão mais velho, São Leandro de Sevilha, foi o predecessor imediato de Isidoro como arcebispo de Sevilha e, no cargo, se opôs ao rei Leovigildo;
- Um irmão mais novo, São Fulgêncio de Cartagena, serviu como bispo de Ástigis no início do reinado do agora católico rei Recaredo;
- Sua irmã, Santa Florentina, serviu a Deus como freira e supostamente governava quarenta conventos com mil religiosas consagradas. Este número é possivelmente exagerado, porém, dado que havia poucas instituições monásticas funcionando na Península Ibérica durante sua vida, a alegação pode ser crível.[6]

Isidoro recebeu sua educação infantil na escola da Catedral de Sevilha. Ali, a primeira do tipo na Península, um corpo docente que incluía São Leandro, ensinava o trívio e o quadrívio, as artes liberais clássicas. Isidoro dedicou-se aos estudos diligentemente a ponto de rapidamente aprender um bom nível de latim, noções de grego e alguma coisa de hebreu. Dois séculos de controle gótico da Ibéria foi suficiente para que fossem gradualmente suprimidas as antigas instituições, o ensino clássico e os costumes do Império Romano. Ainda assim, o governo dos visigodos mostrou algum respeito pelos aspectos visíveis da cultura romana, que entrou num longo período de declínio. Em paralelo, o arianismo se enraizou profundamente entre os visigodos como a forma do cristianismo oficial na região.

### Bispo de Sevilha

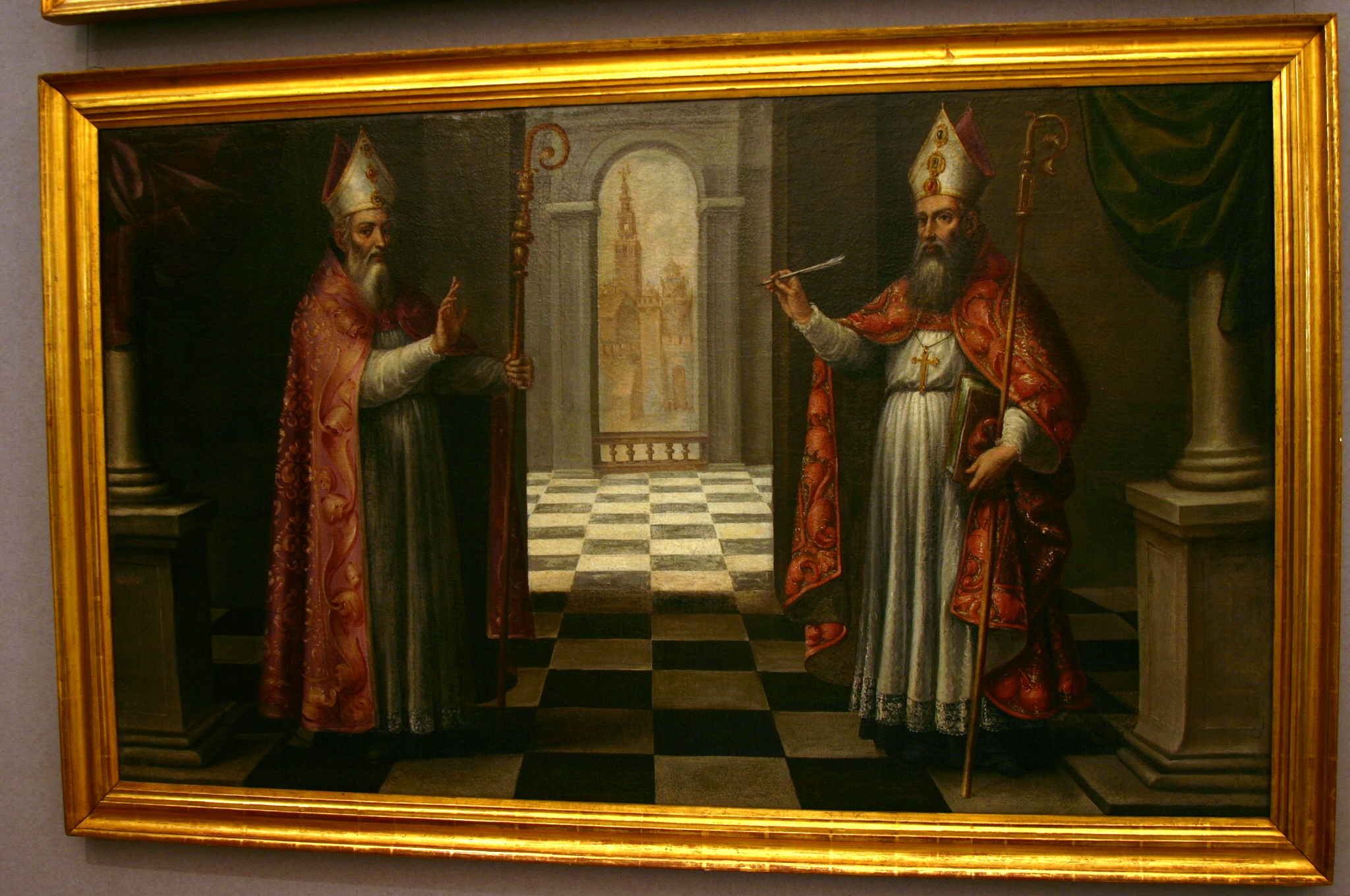
Isidoro e seu irmão, Leandro.
Pintura na Catedral de Sevilha.

Estudiosos ainda debatem se Isidoro chegou em algum momento a abraçar a vida monástica ou se teria se afiliado a alguma ordem religiosa, mas o fato é que ele estimava muito os monges. Depois da morte de Leandro em 13 de março de 600 (ou 601), Isidoro sucedeu-o como arcebispo em Sevilha. Ao ser elevado ao episcopado, ele imediatamente passou a se considerar um protetor dos monges.
Ele reconheceu que o bem-estar material e espiritual do povo de sua sé dependia da fusão do que restava da cultura romana com a classe governante bárbara e, assim, tentou amalgamar os povos e costumes do Reino Visigótico para construir uma única nação. Isidoro utilizou todos os recursos religiosos que tinha à mão em busca disso e conseguiu. Ele praticamente erradicou o arianismo e sufocou a nova heresia dos acéfalos ainda no nascedouro. Isidoro reforçou ainda a disciplina religiosa e utilizou a educação para contrapor a crescente influência do barbarismo gótico na sua sé. Sua personalidade estimulante fez prosperar um movimento educacional centrado em Sevilha e apresentou aos seus conterrâneos a obra de Aristóteles muito antes de os árabes se destacarem no estudo da antiga filosofia grega.
Em 619, Isidoro declarou anátema contra qualquer clérigo que, da forma que fosse, molestasse os mosteiros. Na mesma época, Isidoro presidiu o Segundo Concílio de Sevilha, que abriu seus trabalhos em 13 de novembro de 619 durante o reinado de Sisebuto (r. 612–621), e contou com a presença dos bispos da Gália Narbonense e de prelados da Hispânia. Os atos do concílio reafirmam inequivocamente a definição católica sobre Jesus Cristo e afastam as concepções arianas.

### Quarto Concílio de Toledo
Todos os bispos da Hispânia compareceram ao Quarto Concílio de Toledo, iniciado em 5 de dezembro de 633. O já idoso arcebispo Isidoro presidiu aos trabalhos e provavelmente foi o originador de grande parte dos decretos do concílio. Por influência dele, foi promulgado um decreto que comandava que todos os bispos criassem seminários nas suas cidades seguindo o exemplo da escola da Catedral de Sevilha, onde o próprio Isidoro havia estudado décadas antes. Seu decreto prescrevia o estudo do grego, hebraico e das artes liberais, além de encorajar o interesse em direito e medicina. A autoridade do concílio tornou a sua política educacional obrigatória para todos os bispos do Reino Visigótico.

### Morte
Santo Isidoro de Sevilha morreu em 4 de abril de 636 depois de servir mais de trinta e dois anos como arcebispo de Sevilha.

## Obras
O estilo do latim de Isidoro nas suas obras, inclusive a Etymologiae, embora simples e lúcido, revela a crescente influência local das tradições visigóticas.

### Etymologiae
Isidoro foi o primeiro escritor cristão a tentar compilar uma summa do conhecimento universal em sua obra-prima, a Etymologiae, conhecida também pelos classicistas como "Origines" (abreviada como "Orig."). Esta enciclopédia — a primeira epítome do tipo cristã — consistia de uma enorme compilação em 448 capítulos divididos em vinte volumes. Nela, Isidoro, de forma concisa, resumiu manuais, "miscelâneas" e compêndios romanos, continuando uma tradição de resumos e sumários que caracterizou a literatura romana da Antiguidade Tardia. Por conta disso, muitos fragmentos do ensino clássico que seriam perdidos não fosse por isso, foram preservados; "na realidade, na maior parte das suas obras, incluindo a "Origines", ele contribuiu pouco mais do que o papel de cimento que liga fragmentos de outros autores, como se soubesse de suas próprias deficiências e confiando mais no 'stilus maiorum' do que no seu próprio", lembra Katherine Nell MacFarlane, que traduziu a sua obra para o inglês. Por outro lado, algumas das obras de onde saíram estes fragmentos só se perderam porque a obra de Isidoro era considerada tão importante — Bráulio chamou-a de quecunque fere sciri debentur ("praticamente tudo que é preciso saber") — que muitos prescindiam das versões originais dos clássicos, que acabaram não sendo recopiados e, portanto, se perderam: "todo o conhecimento secular que era útil para um estudioso cristão foi selecionado e publicado num prático volume; não era preciso procurar mais [em outro lugar]."
A fama de sua obra deu renovado ímpeto às enciclopédias e o resultado se mostraria muito proveitoso nos séculos seguintes da Idade Média. A "Etymologiae" era o compêndio mais popular nas bibliotecas medievais e teve pelo menos dez edições entre 1470 e 1530, o que demonstra que Isidoro era ainda muito popular durante a Renascença. Até o século XII, quando traduções das fontes árabes dos originais clássicos começaram a aparecer na Europa, Isidoro foi o responsável por transmitir adiante o pouco que os europeus ainda se lembravam das obras de Aristóteles e outros gregos, mesmo tendo em conta o limitado conhecimento que ele próprio tinha do grego.

### Da fé católica contra os judeus
"De fide catholica contra Iudaeos" ("Da fé católica contra os judeus"), de Isidoro, expande as ideias de Santo Agostinho sobre a presença dos judeus nas sociedades cristãs. Como ele, Isidoro aceitou a necessidade da presença judaica por causa do papel que se esperava que eles teriam na muito aguardada Segunda Vinda de Cristo. No livro, Isidoro supera a polêmica antirrabínica de seus antecessores ao criticar as práticas judaicas como sendo deliberadamente insinceras.
Entre as suas contribuições para o Quarto Concílio de Toledo, duas se referem aos judeus: o cânone 60 ordena que crianças sejam removidas à força de pais que praticam o criptojudaísmo para serem educadas por cristãos e o cânone 65 proíbe judeus e cristãos de origem judaica de ocuparem cargos públicos.

### Outras obras
As demais obras de Isidoro, todas em latim, incluem:
- "Historia de regibus Gothorum, Vandalorum et Suevorum", uma história dos reis góticos, vândalos e suevos;
- "Chronica Majora", uma história universal;
- "De differentiis verborum", um breve tratado sobre a doutrina da Trindade, a natureza de Cristo, do Paraíso, anjos e homens;
- "Sobre a Natureza das Coisas", um livro de astronomia e história natural dedicado ao rei visigodo Sisebuto;
- "Questões sobre o Antigo Testamento";
- Um tratado místico sobre o significado alegórico dos números;
- Diversas epístolas;
- "Sententiae libri tres" (Codex Sang. 228; século IX).[11]

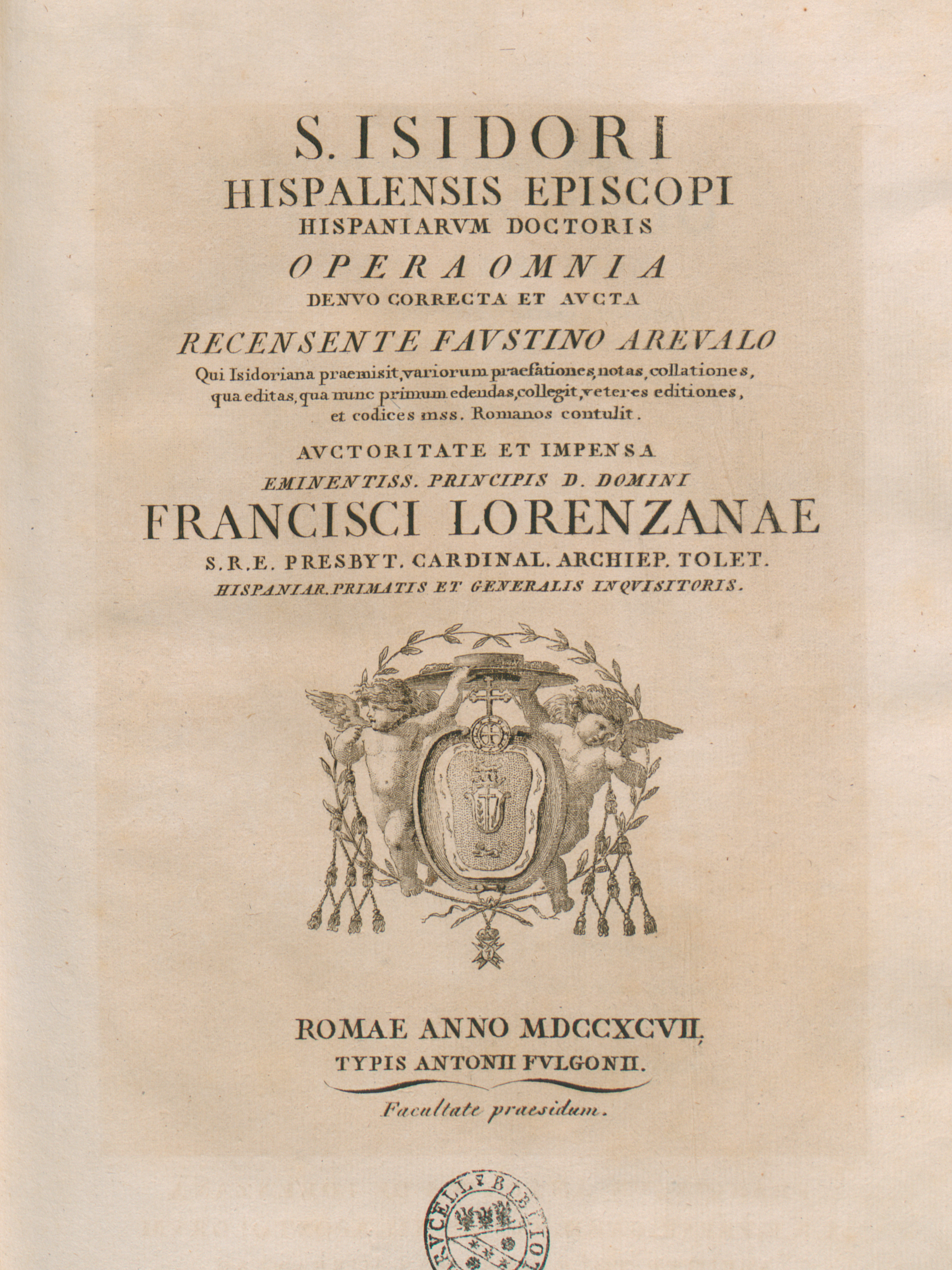
Opera omnia, 1797

- "De viris illustribus"
- "De ecclesiasticis officiis"

## Legado
Isidoro foi um dos últimos dos antigos filósofos cristãos, o último grande Padre latino e um contemporâneo de Máximo, o Confessor. Alguns consideram-no como a pessoa mais erudita do seu tempo e é facto que ele exerceu uma incomensurável e abrangente influência sobre a vida educacional da Idade Média. Seu amigo e contemporâneo, Bráulio de Saragoça, considerava-o como uma pessoa enviada por Deus para salvar os povos ibéricos da onda bárbara que ameaçava inundar a antiga civilização da Hispânia. O Oitavo Concílio de Toledo (653) relembrou a admiração dedicada a ele da seguinte forma: "O extraordinário doutor, o último ornamento da Igreja Católica, o mais erudito das idades antigas, a ser sempre lembrado com reverência, Isidoro". Seu tributo foi endossado ainda pelo Décimo quinto Concílio de Toledo, realizado em 688.
Isidoro foi enterrado em Sevilha e seu túmulo era um importante ponto de peregrinação para os moçárabes durante os séculos subsequentes à conquista árabe da Hispânia visigótica. Em meados do século XI, com a divisão de Alandalus em taifas depois do fim do Califado de Córdova e do crescente poderio cristão na Península, Fernando I de Leão se viu em condições de exigir um tributo dos enfraquecidos estados árabes. Além do dinheiro, Almutadide, o governante abádida de Sevilha (r. 1042–1069), aceitou entregar-lhe as relíquias de Isidoro.
Isidoro foi canonizado em 1598 pelo papa Clemente VIII e declarado Doutor da Igreja em 1722 por Inocêncio XIII. No Paraíso de Dante (X.130), Isidoro é mencionado entre outros teólogos e doutores da Igreja.

## Leitura complementar